# Melanie Bauschke
Melanie Bauschke (ur. 14 lipca 1988 w Berlinie) – niemiecka lekkoatletka specjalizująca się w skoku w dal. 

## Kariera sportowa
W 2006 odpadła w eliminacjach mistrzostw świata juniorów, a w kolejnym sezonie była siódma na mistrzostwach Europy juniorów. Młodzieżowa mistrzyni Europy z 2009. W 2011 zdobyła brązowy medal uniwersjady. Szósta zawodniczka mistrzostw Europy w Zurychu (2014).
Okazjonalnie występuje w innych konkurencjach lekkoatletycznych – w 2009 została wicemistrzynią Europy młodzieżowców w skoku wzwyż.
Medalistka mistrzostw Niemiec.
Rekordy życiowe w skoku w dal: stadion – 6,83 (19 lipca 2009, Kowno); hala – 6,68 (2 lutego 2013, Karlsruhe).